# 꽃가루 매개자

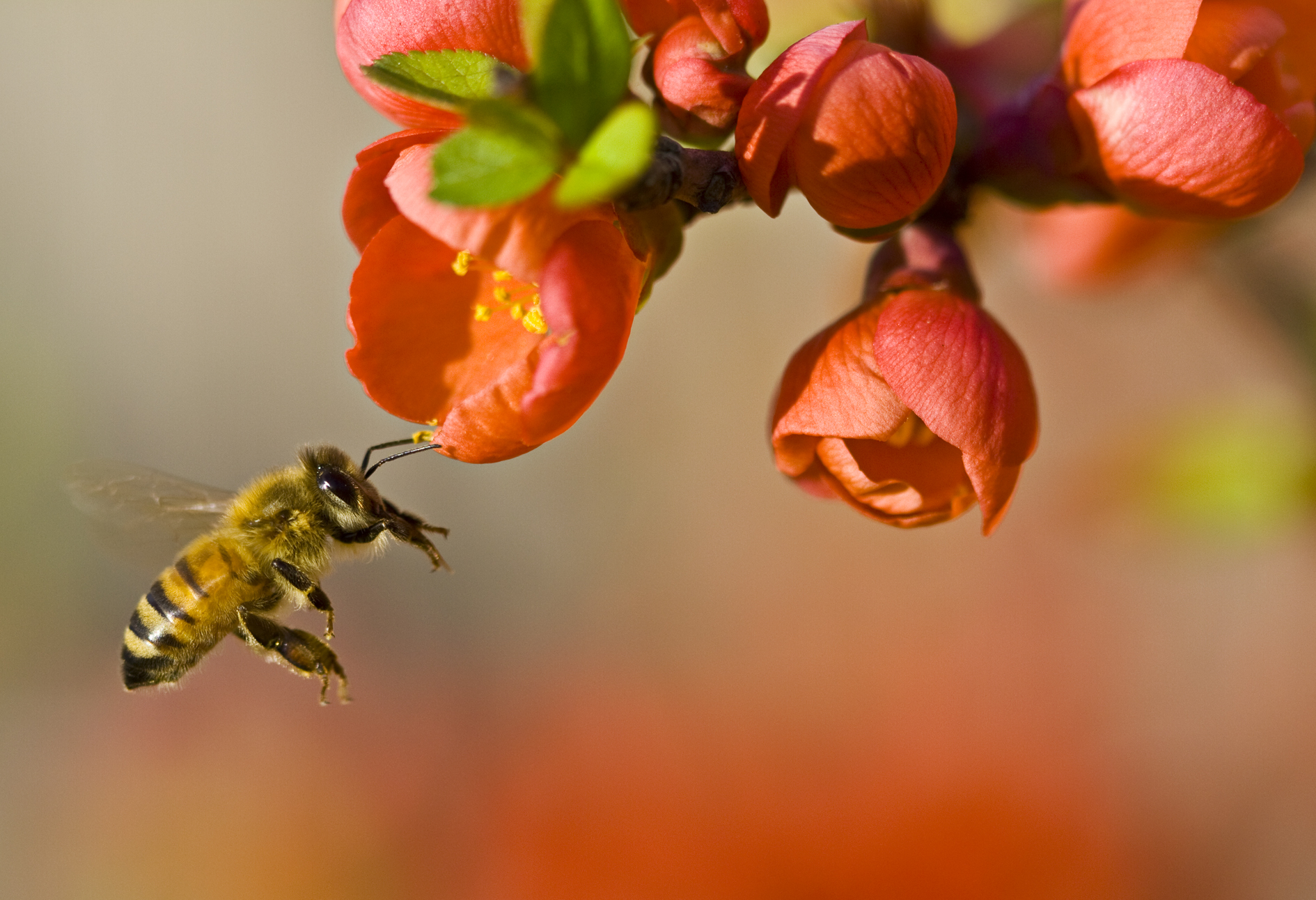

꽃가루 매개자 또는 화분수는 꽃가루를 꽃의 수술에서 암술로 옮겨서 생식에 이르게 하는 수분 과정을 이뤄내는 생물체를 가리킨다. 꽃가루 매개체라고도 한다. 이 매개자 가운데 대부분이 곤충이다. 곤충이 수분 과정을 일으킨 꽃은 충매화(蟲媒花)라고 부른다. 수분을 매개하는 것으로는 조류·물·사람 등이 있는데, 이 때 조류가 매개하는 것을 '조매화', 물이 매개하는 것을 '수매화'라고 한다. 한편, 사람이 의식적으로 수분을 매개시키는 경우는 '인공 수분'이라고 한다.

## 종류
벌
벌이 찾아드는 꽃은 꿀샘과 향기를 가지고 있다. 특히, 꽃잎과 꽃받침은 파랑이나 노랑, 혹은 그 혼합색인 경우가 많다. 이것은 벌이 노란색·파란색·흰색밖에 식별하지 못하기 때문이라고 여겨진다.
나비
나비는 일반적으로 주황색이나 붉은색의 꽃을 좋아한다. 이것은 벌과 달리 붉은색을 식별할 수 있기 때문이다. 또한, 나비에게는 긴 대롱이 있으므로, 꽃은 가늘고 길며 밑 부분에 꿀샘을 가진 것이 좋다. 한편, 모기류는 나비와 달리 저녁부터 밤에 걸쳐 행동하며, 흰색의 꽃을 좋아한다.
파리

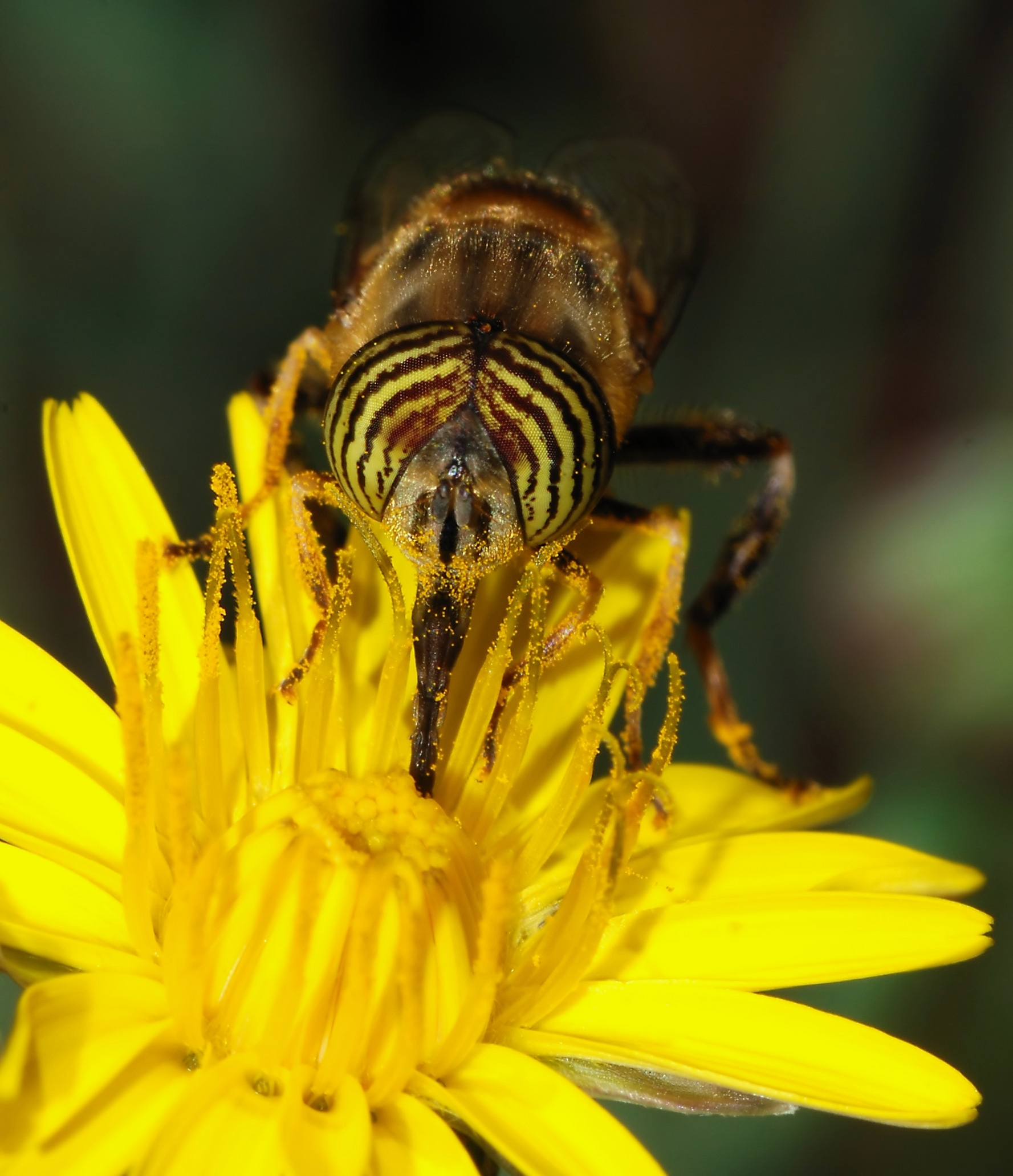
꽃등에가 Common Hawkweed에 꽃가루를 전달하고 있다.

꽃등에의 무리들은 꿀벌과 거의 같은 종류의 꽃을 좋아한다. 그러나 집파리들은 눈에 의해서보다 냄새에 의해 강한 반응을 나타내는데, 이 때 특히 악취에 끌리는 경우가 많다. 예를 들어, 천남성이나 세계 최대의 꽃이라고 하는 리플레시아의 꽃은 인돌이나 스카톨에 의해 악취를 내는데, 파리류는 이 냄새를 맡고 꽃에 찾아든다.
딱정벌레
이 경우에도 향기가 크게 작용하며, 딱정벌레가 좋아하는 꽃은 커다란 하나의 꽃과 작은 꽃이 밀집하여 피는 경우가 많다. 이들은 꿀을 빨아들이는 것보다 꽃가루나 꽃의 다른 부분을 먹이로 하는 것이 보통이다. 지구 생성 초기에 처음으로 꽃에 찾아든 곤충은 이와 같은 딱정벌레류였다고 하는데, 이것의 출현과 더불어 그 때까지 무성해 있던 겉씨식물에 씨방을 가진 속씨식물의 세력이 뻗기 시작하여 발달하게 되었다는 것은 매우 흥미로운 사실이다.

## 사진첩

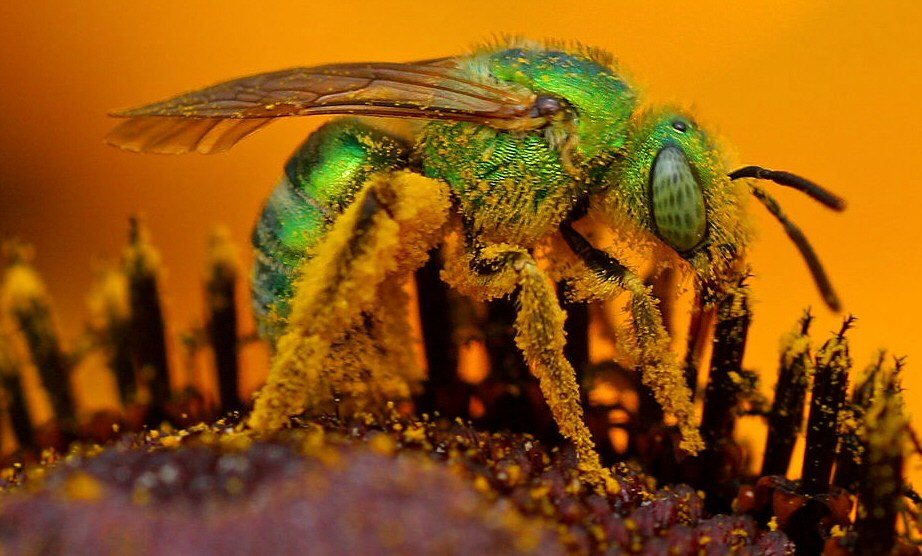
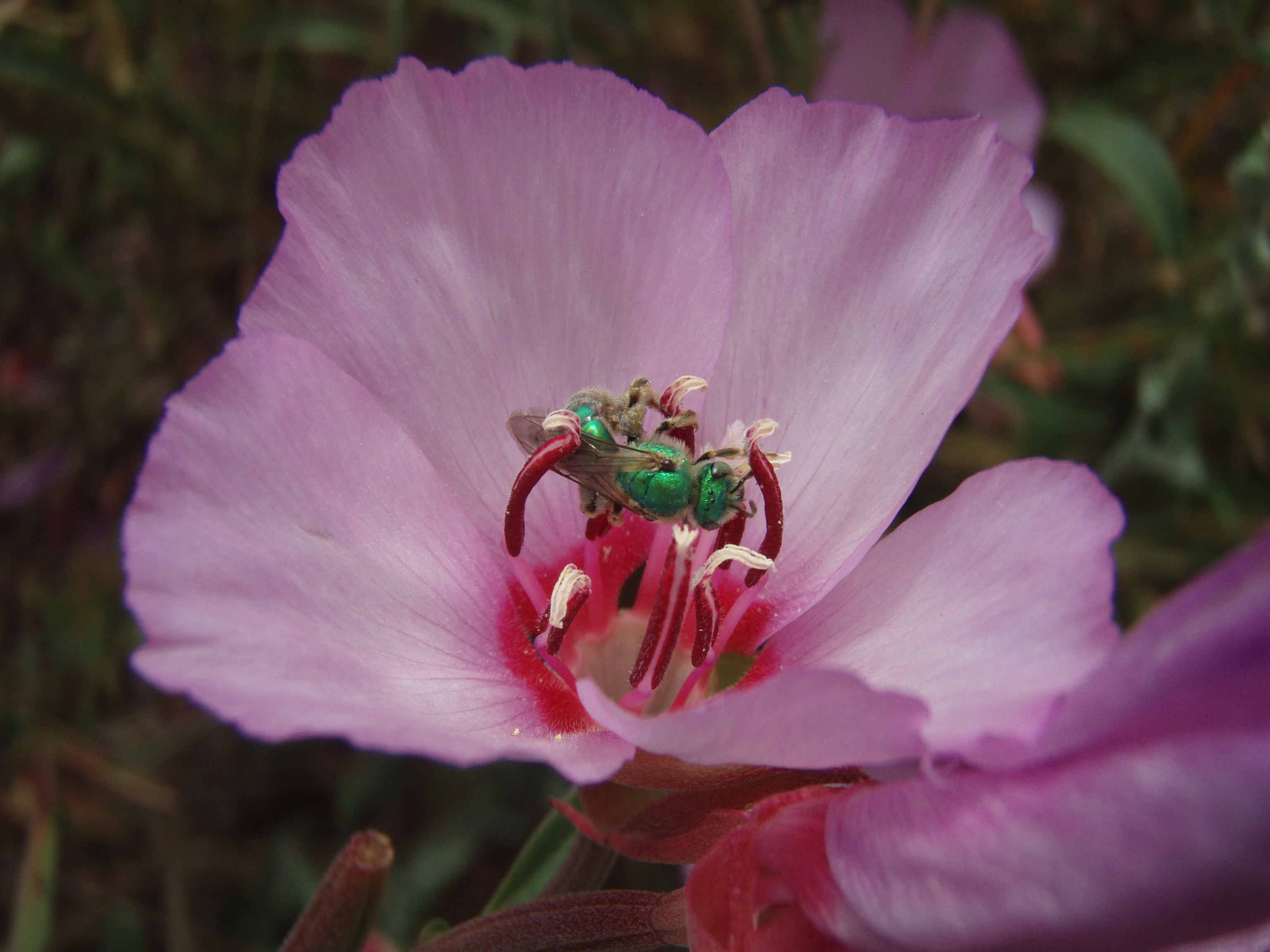

## 같이 보기
- 수분
- 자가 수분

## 참조
- 이 문서에는 다음커뮤니케이션(현 카카오)에서 GFDL 또는 CC-SA 라이선스로 배포한 글로벌 세계대백과사전의 "수분과 수정" 항목을 기초로 작성된 글이 포함되어 있습니다.